# Grande Prêmio dos Países Baixos de 1960
Resultados do Grande Prêmio dos Países Baixos de Fórmula 1 realizado em Zandvoort em 6 de junho de 1960. Quarta etapa da temporada, foi vencido pelo australiano Jack Brabham, da Cooper-Climax, num dia marcado pela estreia do futuro bicampeão mundial, Jim Clark.

## Resumo
Uma falha nos freios da BRM de Dan Gurney resultou num acidente fatal onde morreu um torcedor.

## Classificação da prova
| Pos. | Nº | Piloto                  | Construtor      | Voltas | Tempo/Diferença | Grid | Pontos |
| ---- | -- | ----------------------- | --------------- | ------ | --------------- | ---- | ------ |
| 1    | 11 | Jack Brabham            | Cooper-Climax   | 75     | 2:01.47.2       | 2    | 8      |
| 2    | 4  | Innes Ireland           | Lotus-Climax    | 75     | + 24            | 3    | 6      |
| 3    | 16 | Graham Hill             | BRM             | 75     | + 56.6          | 5    | 4      |
| 4    | 7  | Stirling Moss           | Lotus-Climax    | 75     | + 57.7          | 1    | 3      |
| 5    | 2  | Wolfgang von Trips      | Ferrari         | 74     | + 1 volta       | 15   | 2      |
| 6    | 3  | Richie Ginther          | Ferrari         | 74     | + 1 volta       | 12   | 1      |
| 7    | 10 | Henry Taylor            | Cooper-Climax   | 78     | + 5 voltas      | 14   |        |
| 8    | 20 | Carel Godin de Beaufort | Cooper-Climax   | 69     | + 6 voltas      | 18   |        |
| Ret  | 5  | Alan Stacey             | Lotus-Climax    | 57     | Transmissão     | 8    |        |
| Ret  | 14 | Jo Bonnier              | BRM             | 54     | Motor           | 4    |        |
| Ret  | 1  | Phil Hill               | Ferrari         | 54     | Motor           | 13   |        |
| Ret  | 6  | Jim Clark               | Lotus-Climax    | 42     | Transmissão     | 11   |        |
| Ret  | 18 | Maurice Trintignant     | Cooper-Maserati | 39     | Câmbio          | 17   |        |
| Ret  | 15 | Dan Gurney              | BRM             | 11     | Acidente        | 6    |        |
| Ret  | 8  | Chris Bristow           | Cooper-Climax   | 9      | Motor           | 7    |        |
| Ret  | 12 | Bruce McLaren           | Cooper-Climax   | 8      | Transmissão     | 9    |        |
| Ret  | 9  | Tony Brooks             | Cooper-Climax   | 4      | Câmbio          | 10   |        |
| DNS  | 17 | Roy Salvadori           | Aston Martin    |        |                 |      |        |
| DNS  | 19 | Masten Gregory          | Cooper-Maserati |        |                 |      |        |
| DNS  | 21 | Lance Reventlow         | Scarab          |        |                 |      |        |
| DNS  | 22 | Chuck Daigh             | Scarab          |        |                 |      |        |

## Tabela do campeonato após a corrida
|    | Pos. | Piloto        | Pontos |
| -- | ---- | ------------- | ------ |
|    | 1    | Bruce McLaren | 14     |
|    | 2    | Stirling Moss | 11     |
|    | 3    | Jim Rathmann  | 8      |
| 22 | 4    | Jack Brabham  | 8      |
| 9  | 5    | Innes Ireland | 7      |

|   | Pos. | Construtor      | Pontos |
| - | ---- | --------------- | ------ |
|   | 1    | Cooper-Climax   | 22     |
| 1 | 2    | Lotus-Climax    | 15     |
| 1 | 3    | Ferrari         | 12     |
| 1 | 4    | BRM             | 6      |
| 1 | 5    | Cooper-Maserati | 3      |

- Nota: Somente as primeiras cinco posições estão listadas. Apenas os seis melhores resultados, dentre pilotos ou equipes, eram computados visando o título. Neste ponto esclarecemos: na tabela dos construtores figurava somente o melhor resultado dentre os carros de um mesmo time.